# Hombres y mujeres de blanco
Hombres y mujeres de blanco, que tuvo como título alternativo el de Héroes de blanco es una película en blanco y negro coproducción de Argentina y España dirigida por Enrique Carreras según el guion de Federico Muelas sobre libro de Jorge Falcon que se estrenó el 27 de junio de 1962 y que tuvo como protagonistas a Mercedes Carreras, Hurd Hatfield, Germán Cobos y Carlos Estrada.La película fue filmada en Madrid. Jorge Falcón había escrito el programa televisivo homónimo.

## Sinopsis
En un sanatorio una médica se debate entre el amor a dos hombres.

## Reparto
- Mercedes Carreras …Cecilia Quiroga
- Hurd Hatfield …Augusto Peña
- Germán Cobos …Saúl Kauffman
- Carlos Estrada …Dandy
- George Rigaud …Dr. Bernard
- María Luisa Santés …Hermana Inés
- Julio Riscal
- Manuel Salguero
- Jaime Blanch
- Francisco Montalvo
- Enrique Ávila
- Tito García
- Rafael Cores
- Francisco Vázquez
- Javier García
- Quique San Francisco …Niño
- Antonio Vela …Miguelín
- José Castell
- Fernando de Anguita
- Eva Duval
- Mabel Falcón
- Antolín García
- Javier García
- José Antonio González Rojas
- Milagros Guijarro
- Mercedes Guillot
- Hurd Hatfield
- Carmen Luján
- Francisco Montalvo
- Alfredo Muñiz
- Encarna Paso
- Julio Riscal
- Rosario Romero
- Manuel Salgueró
- Mari Carmen Valencia
- Anselmo Zabala
- Gonzalo Zamora
- Enrique Ávila

## Comentarios
El Heraldo del Cine dijo del filme:

”Medicina, investigación y folletín.”

Por su parte, Manrupe y Portela escriben:

”Sólo se destaca por la olvidada presencia del decadente protagonista de El retrato de Dorian Grey -The Picture of Dorian Grey (Estados Unidos, 1945).”

## Localizaciones
Las escenas de hospital fueron rodadas en el Hospital Clínico San Carlos de Madrid.